# 阿拉伯叙利亚王国
阿拉伯叙利亚王国是中东一个短暂存在的政权。叙利亚王国以费萨尔为国王，在阿拉伯民族主义思潮兴起，奥斯曼帝国衰落的背景下依托英国支持而建立，其目标是在大叙利亚地区建立一个统一的阿拉伯国家。叙利亚王国并未有效控制所有领土，加之当地人与法国、英国矛盾激化，叙利亚最终由法国和英国占领。

## 背景
阿拉伯叙利亚王国形成的关键原因是1916-1918年的阿拉伯起义。英国在麦克马洪-侯赛因协定中许诺起义者的领导人，麦加埃米尔、谢里夫侯赛因·本·阿里，如果起义成功，将允许阿拉伯独立建国，给予其北至叙利亚阿勒颇，南至也门亚丁的领土。但与此同时，英国与法国另外签订了赛克斯-皮科协定，在中东划分了英法两国的势力范围，此协定最终导致阿拉伯国家的方案失败。
尽管阿拉伯起义扩大了阿拉伯民族主义者的影响力，但在奥斯曼帝国境内，即使是思潮最盛的沙姆地区，他们也未取得支配地位。原因之一是英、法对起义的支持令普通阿拉伯人生疑，另外，英国的阿拉伯方案本质上是要建立一个傀儡国家。批评者还担心，侯赛因·本·阿里自视为新帝国的创建者，并不真心认同民族主义；他所在的哈希姆家族历史上一向忠于鄂圖曼苏丹，这时却企图取而代之。

## 自治

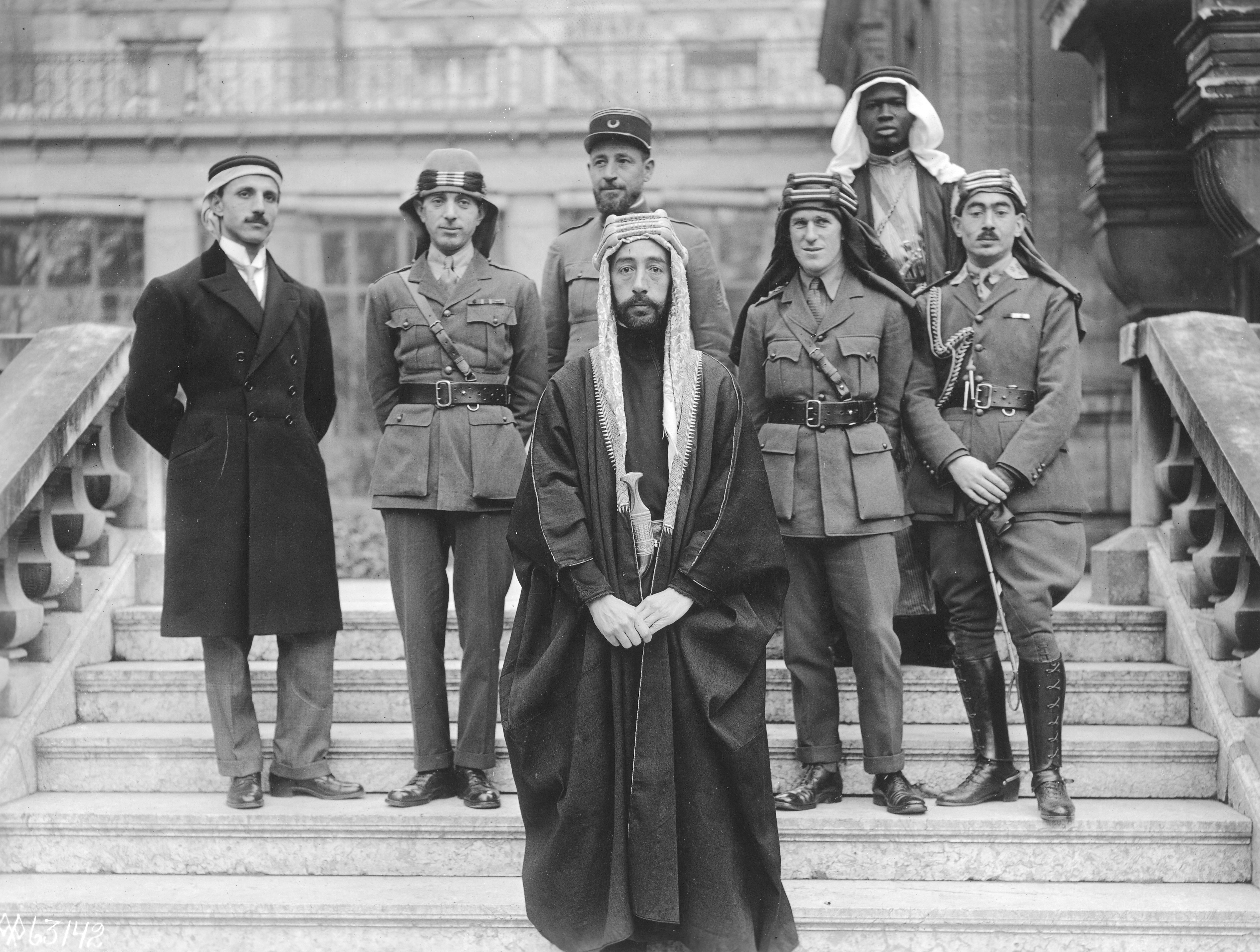
费萨尔与汉志代表在巴黎和会

1918年9月30日，埃德蒙·艾伦比率领的英国埃及远征军攻占大马士革。三天后，侯赛因·本·阿里之子费萨尔·本·侯赛因进入大马士革，随后他宣布将要建立独立的阿拉伯王国。不过，阿拉伯人并未控制全部叙利亚领土。因为塞克斯-皮科协定和先前英国对犹太复国主义者的承诺（贝尔福宣言），叙利亚占领区划为三部分，每部分各设一个占领区管理局（OETA）：巴勒斯坦沿海地区由英国人保留，法国获得了黎巴嫩和叙利亚沿海地区，其余归属费萨尔的叙利亚王国。此举招致了当地居民，尤其是逊尼派阿拉伯人的不满。对此，英、法在当年11月做出联合承诺，保证叙利亚的统一。这一时期的法国上层普遍希望将整个叙利亚置于其影响下，并且法占区的马龙教派信徒对逊尼派主导的叙利亚王国持敌视态度。英国则不愿与法国产生摩擦：首相大卫·劳合·乔治称，“英法友谊的价值比得上十个叙利亚。”
在巴黎和会上，费萨尔向各国呼吁保持叙利亚统一和完整，同时要求英、法逐步撤军。在保持叙利亚统一的问题上，费萨尔与法国总理乔治·克列孟梭达成了一致，但在法国在此地区的权利上未达成一致意见。费萨尔还提出欢迎犹太人前往巴勒斯坦定居，从而获得了犹太复国主义者的支持。与此同时，美国派出了金-克莱恩观察团前往叙利亚，得出的结果是绝大多数叙利亚人支持统一；在是否独立的问题中，独立的支持率最高，法国殖民统治则是最不可接受的选项。

## 建国

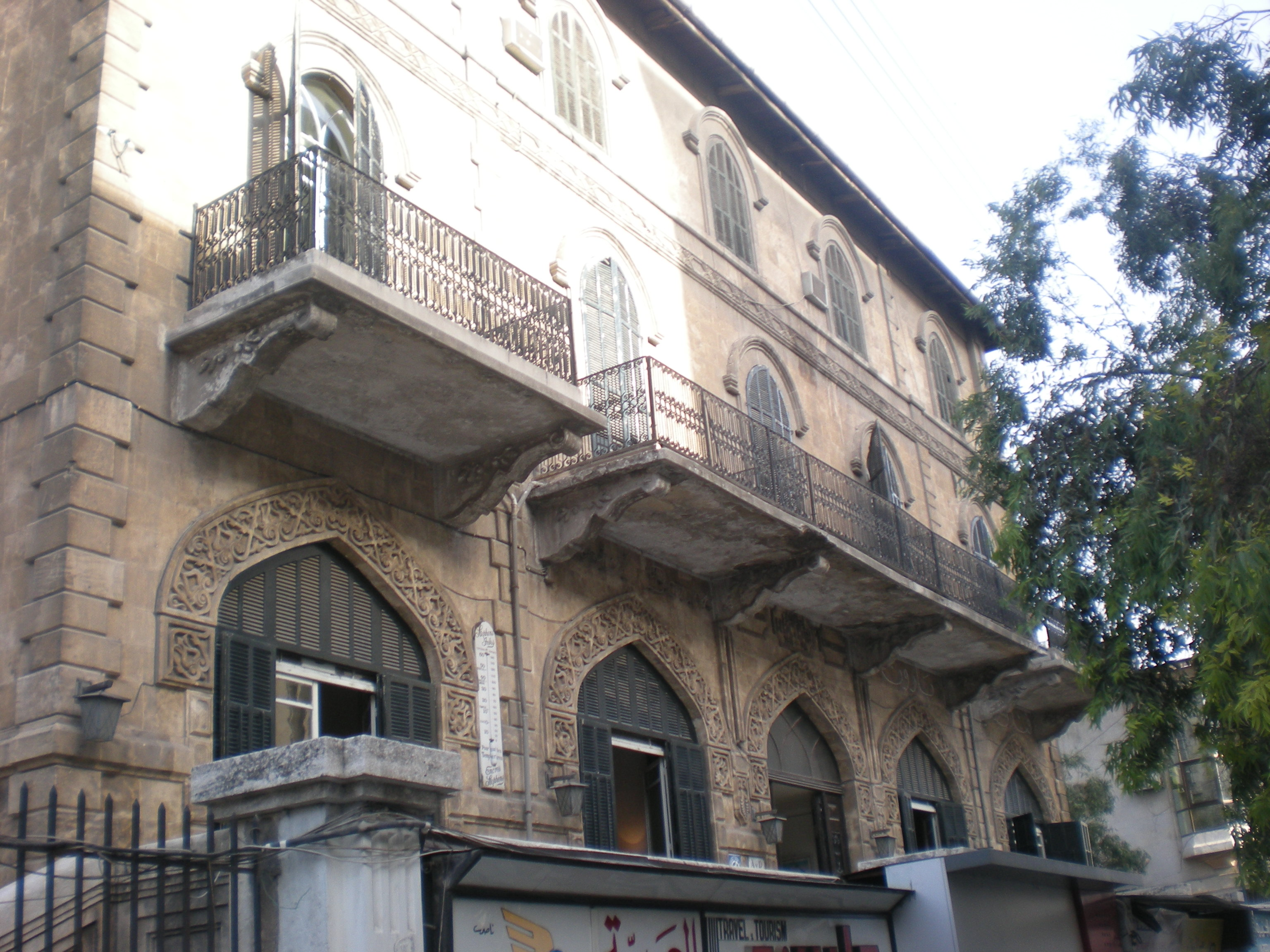
费萨尔发表独立宣言处

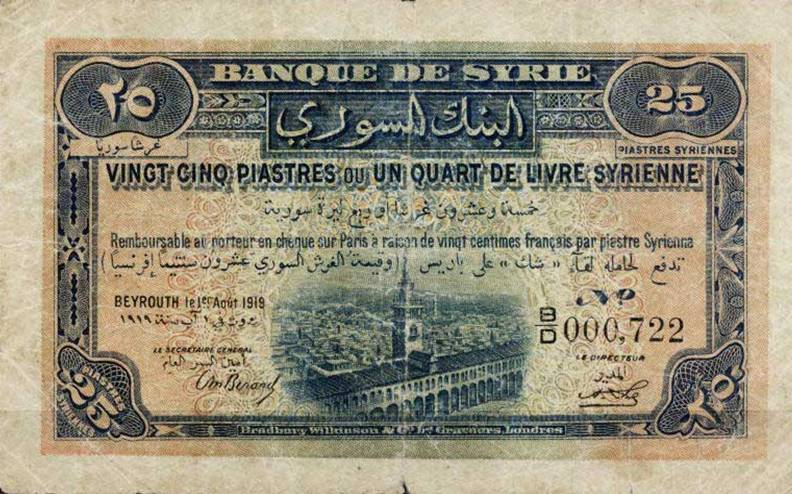
叙利亚银行（法语：Banque de Syrie）在贝鲁特发行的纸币

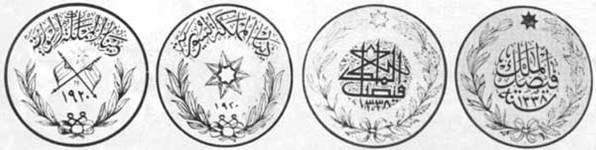
叙利亚王国发行的货币

1919年4月，叙利亚国会召开，哈希姆·阿塔西，叙利亚民族主义政党法塔特的成员，獲选为国会议长。国会几乎一致支持费萨尔在巴黎和会的主张，还进一步提出建立独立的君主立宪制国家，并向美国请求援助。
1919年11月，英国从叙利亚撤军，将叙利亚地区的军营转交法军。1920年1月，费萨尔与法国达成妥协，规定叙利亚政府的顾问和技术专家将全部由法国人担任，而法国承认叙利亚独立并且不再派遣军队。不久后，迫于国内压力，费萨尔毁弃了该协议。国内随即出现了针对法国人的暴动，叙利亚国会也再次召开，于3月8日宣布叙利亚王国正式成立，哈希姆·阿塔西为首相。
英、法拒绝承认，随后召开了圣雷蒙会议，商讨在中东分配国际联盟托管地的方案。数月的谈判破裂后，法军向费萨尔提出最后通牒，作出6月14日前投降的要求。

## 崩溃
费萨尔投降后，时任战争部长优素福·阿兹马率领一支临时组建的部队继续与法军战斗。叙利亚军队兵力及武器均不及对方，6月24日在梅萨伦战役中遭法军击败，阿兹马战死。同日法军进入大马士革，叙利亚王国灭亡。

## 影响

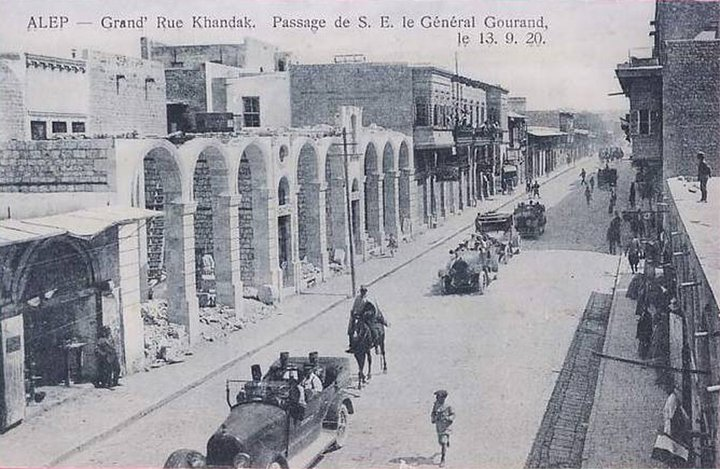
法军进入阿勒颇

依据圣雷蒙会议的结果，叙利亚划分为英、法两个托管地。巴勒斯坦由英国管理，建立了巴勒斯坦托管地。法国控制区建立了法属叙利亚托管地。外约旦则短暂地形成了权力真空，随后建立了外约旦酋长国。法国依照法属叙利亚的民族和宗教差异，将其进一步分为6个半独立的邦：大马士革、阿勒颇、黎巴嫩、阿拉维、德鲁兹和亚历山德莱塔。
费萨尔后来被法国驱逐，前往英国居住。1921年，费萨尔出任伊拉克国王。
独立后的叙利亚、黎巴嫩、约旦三国仍保持着特殊的关系。叙利亚王国的建立激起了当地人的叙利亚民族主义思想，即使在叙利亚独立后，仍有许多人认同1919年时叙利亚的定义，其中包括前总统哈菲兹·阿萨德。叙利亚的地图上也常将叙利亚和黎巴嫩、约旦、巴勒斯坦及土耳其哈塔伊省的边界标注为地区界而非国界。

### 引注
1. ↑  Zeine, 209-215.
2. ↑  David Fromkin. . Henry Holt and Company. 2010: 286-288.（英文）
3. ↑  Karsh, 1999, 185-191.
4. ↑  Karsh, Efraim Islamic Imperialism, New Haven: Harvard University Press, 2006 pages 128-129.（英文）
5. ↑  Karsh, 1999, 187.
6. ↑  Zeine, 30.
7. ↑  Pipes, 23-25.
8. ↑  Pipes, 25.
9. ↑  Karsh, 1999, 268.
10. ↑  US Dept of State; International Boundary Study, Jordan – Syria Boundary, No. 94 – December 30, 1969, Pg .10  (PDF).   [2009-03-27]. （原始内容 (PDF)存档于2009-03-27）.（英文）
11. ↑  Tauber, 17.
12. ↑  Kedourie, 167.
13. ↑  Pipes, 27.
14. ↑  Tauber, 215.
15. ↑  Tauber, 218.
16. ↑  Pipes, 191.
17. ↑  Pipes, 4.